# Porto Seco de Cascavel
O Porto Seco de Cascavel é um terminal intermodal terrestre alfandegado, localizado no município brasileiro de Cascavel, estado do Paraná. 
É administrado pela CODAPAR - Companhia de Desenvolvimento Agropecuário do Paraná.

## Histórico
Após a construção da Ferroeste - Ferrovia Paraná Oeste, no final dos anos 80, foi criado junto aos seus terminais, localizados na BR-277, o Porto Seco de Cascavel, objetivando o escoamento da produção agropecuária da região Oeste do Paraná e do Paraguai, o desembaraço aduaneiro de produtos importados ou exportados da Argentina, Brasil, Paraguai e Chile, assim como atender o comércio exterior das agroindústrias da região, por meio do Porto de Paranaguá e Aeroporto Afonso Pena.
Em 2009, o Porto Seco sofreu um grande incêndio, o que forçou sua reestruturação com significativas melhorias, incluindo parcerias com as cooperativas da região, o que culminou no significativo aumento da sua movimentação.
O Paraguai figura como um de seus principais usuários, pois utiliza a ferrovia para exportar soja, milho e trigo para o Brasil e o mercado internacional, bem como importar insumos e implementos agrícolas. Antes, o país que não tem ligação com o mar, fazia o transporte via Uruguai e Argentina, num caminho muito mais longo e caro.

## Estrutura
Armazém alfandegado, terminais de transbordo para grãos, congelados e containeres, câmaras frigoríficas para inspeção de produtos de origem animal e silos.